# Brian Jayes
Brian Jayes (13 tháng 12 năm 1932 - 1978) là một cầu thủ bóng đá người Anh thi đấu ở Football League cho Leicester City và Mansfield Town.